# Euro Quebec Hydro Hydrogen Project
Le projet Euro Quebec Hydro Hydrogen Project ou EQHHP était un projet pilote de 100 MW pour étudier le transport de l'hydroélectricité canadienne convertie par électrolyse en hydrogène et le transport de l'hydrogène vers Hambourg, en Allemagne,. La période de la phase B était de 1992 à 1997. 
Le moyen de transport est un tanker à hydrogène qui transporte de plus petits réservoirs d'hydrogène hautement isolés remplis d'hydrogène liquide.

## Sources et références
1. ↑  Proposal
2. ↑  1992
3. ↑  Phase B